# Mercedes-Benz X 243
Der Mercedes-Benz EQB (interne Bezeichnung: X 243) ist ein batterieelektrisch angetriebenes Sport Utility Vehicle (SUV) der Elektroauto-Submarke Mercedes-Benz EQ.

## Geschichte
Im Rahmen der B-Klasse hatte es bereits von 2014 bis 2017 den vollelektrischen Mercedes-Benz B 250 e „Electric Drive“ mit Technik vom Tesla Model S gegeben, allerdings in der Motorleistung, Kapazität und vor allem Ladeleistung deutlich beschränkt. Diese Modelle wurden auch im Car2go-Carsharing vermietet.
Das dem GLB ähnliche SUV wurde am 18. April 2021 aus Shanghai über das Internet vorgestellt. Es ist etwas länger als der Mercedes-Benz EQA und hat optional eine zusätzliche dritte Sitzreihe. Die ersten Wagen wurden in China ausgeliefert, nach Europa kam das Modell Ende 2021, nach Nordamerika 2022.
Im Gegensatz zu den EQ-Schwestermodellen Mercedes-Benz EQA, Mercedes-Benz EQC und Mercedes-Benz EQS wurde vorab kein Konzeptfahrzeug (als Concept EQB) vorgestellt. Die Abmessungen ähneln der aktuellen bis zu siebensitzigen Sport-Utility-Vehicle-Baureihe Mercedes-Benz X 247 mit der Verkaufsbezeichnung GLB, die als seriennahes Konzeptfahrzeug GLB Concept im April 2019 ebenfalls auf der Auto Shanghai vorgestellt wurde, und seit Ende 2019 an Kunden ausgeliefert wird. Im Gegensatz zu diesem wird der EQB nicht in Mexiko, sondern in Ungarn gefertigt.
- Heckansicht
- EQB, Instrumententafel
- Vergleichbarer Mercedes-Benz GLB
- Mercedes-Benz B 250 e von Car2go

Ende August 2023 wurde eine überarbeitete Version vorgestellt. Seitdem entfällt die Basismotorisierung EQB 250. Weiterhin ist die Funktion „Plug&Charge“ integriert, bei der keine Ladekarte mehr benötigt wird; Ladestationen von Ionity und Aral kommunizieren direkt über das Kabel mit dem Fahrzeug. Neben optischen Änderungen und der Einführung der aktuellen Generation des Multimedia-Systems MBUX ist erstmals für die fünfsitzige Ausführung auf Wunsch eine Anhängerkupplung mit einer Anhängelast von 1400 kg bzw. 1700 kg erhältlich. Seit Oktober 2023 ist die modellgepflegte Version bestellbar, erste Fahrzeuge wurden Anfang 2024 ausgeliefert. Im Rahmen des Änderungsjahres 2/2024 (Auslieferung ab September 2024) erhält der EQB 350 4MATIC zudem den aus dem EQB 250+ bekannten 70,5 kWh großen Akku.

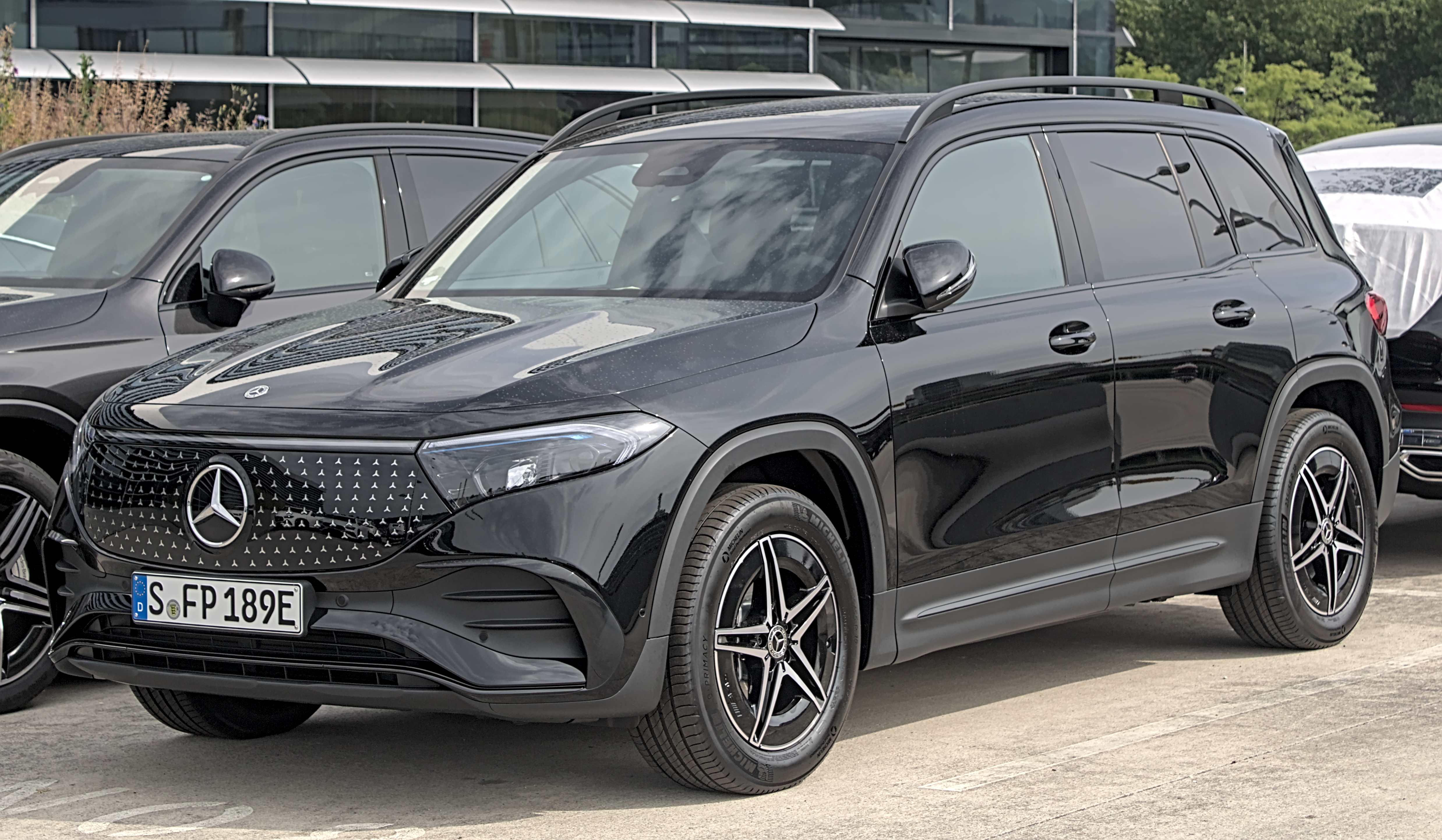
Mercedes-Benz EQB 250+ (seit 2023)

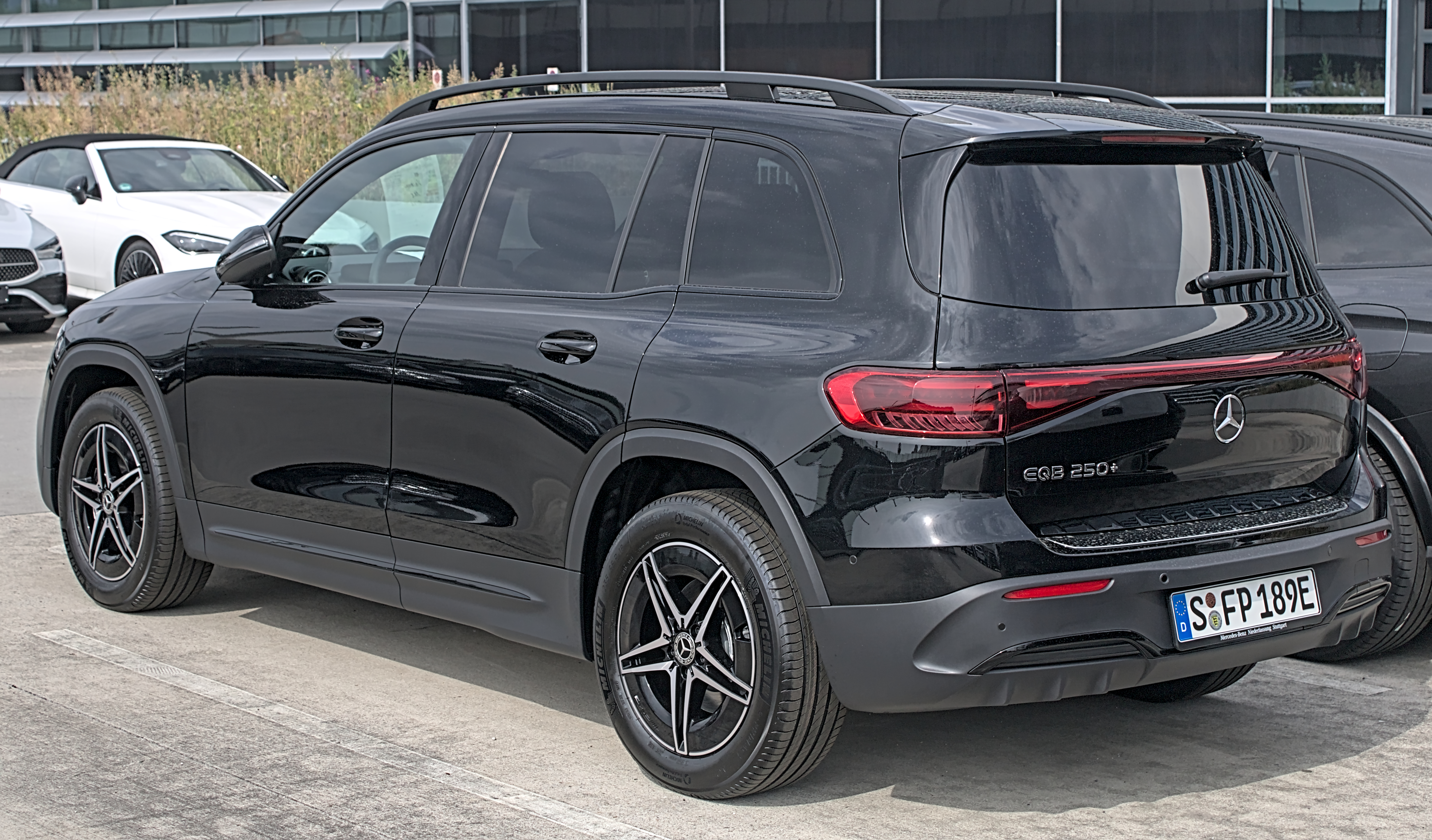
Heckansicht
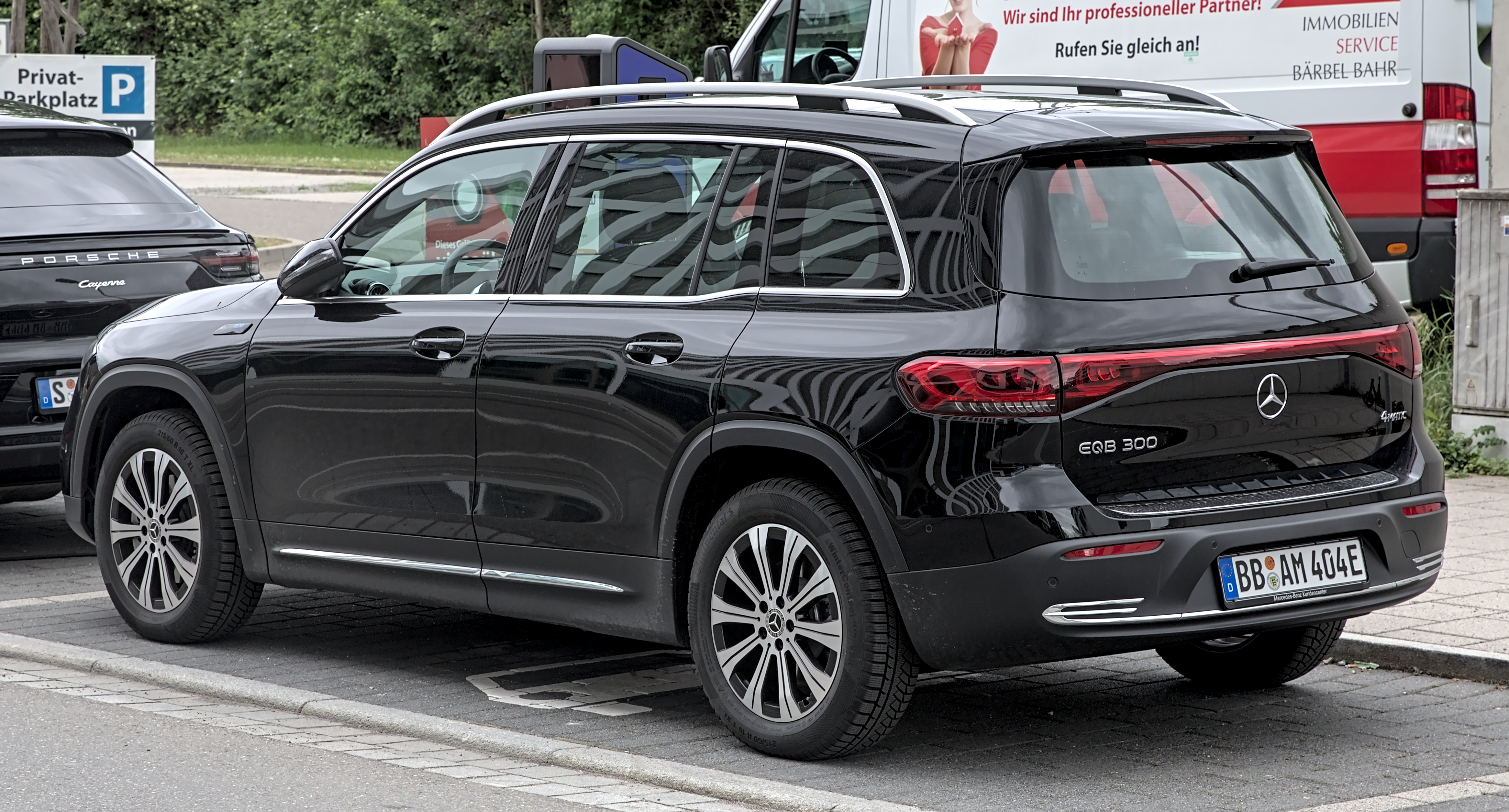
Heckansicht
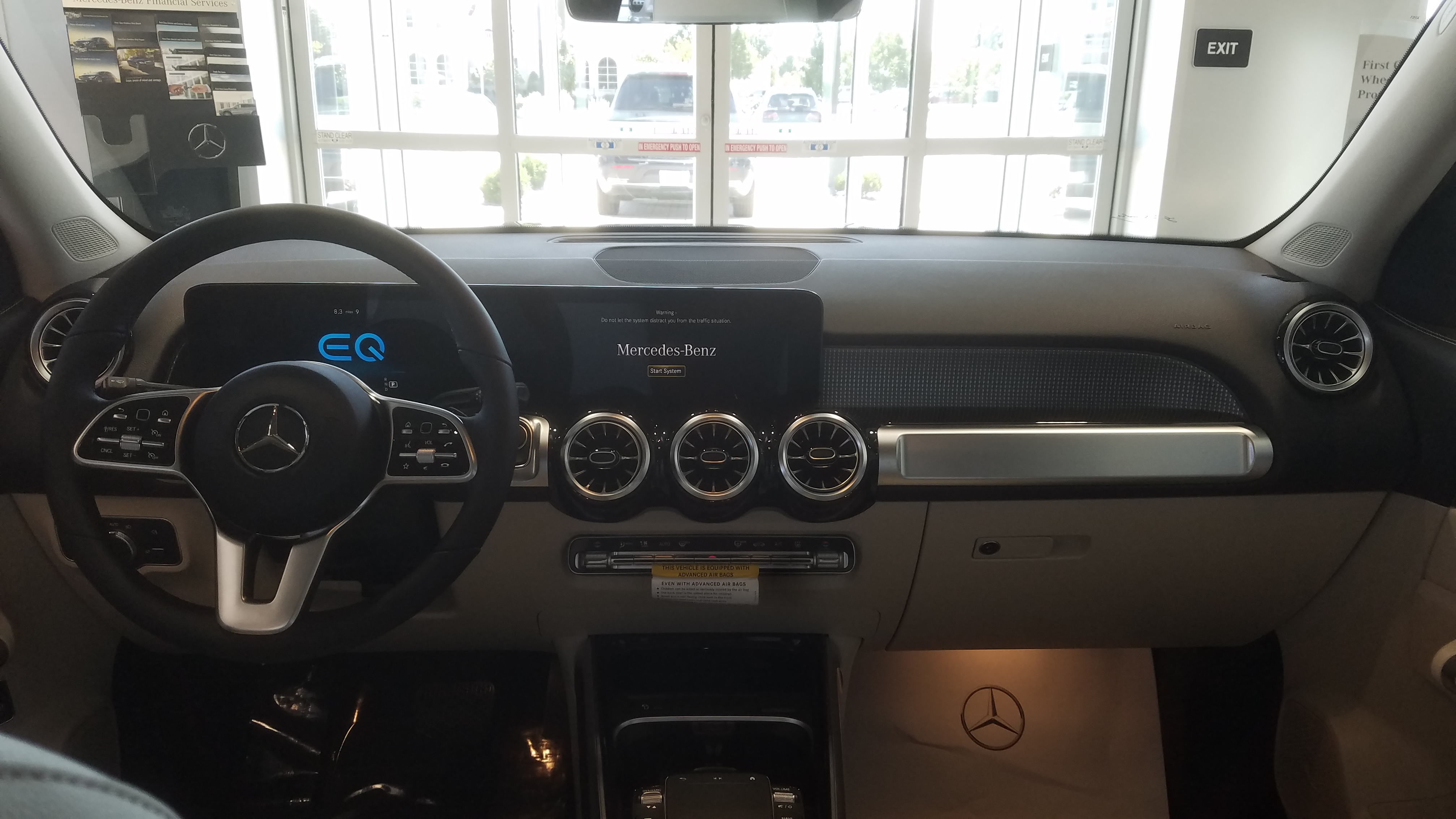
EQB, Instrumententafel
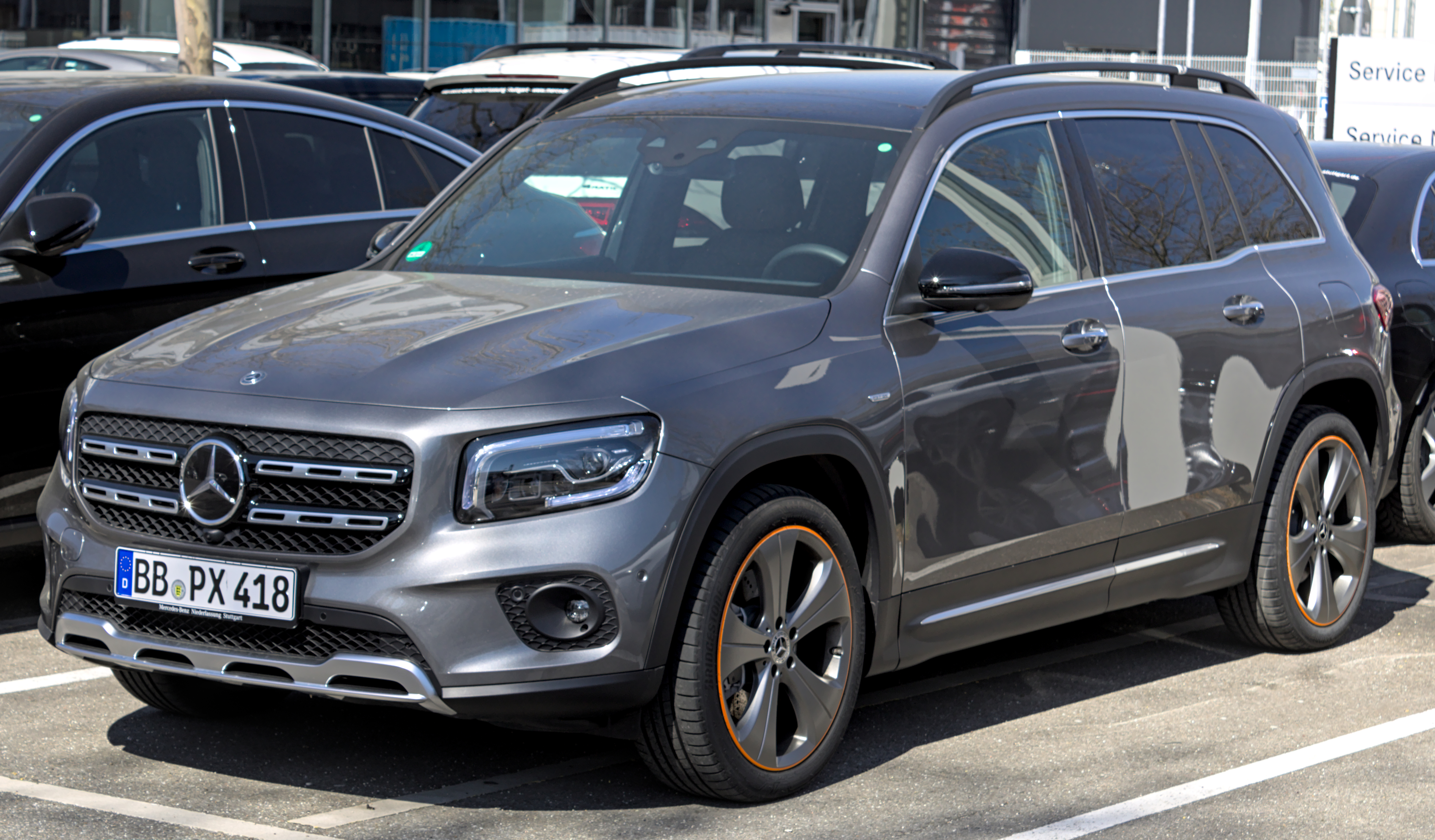
Vergleichbarer Mercedes-Benz GLB
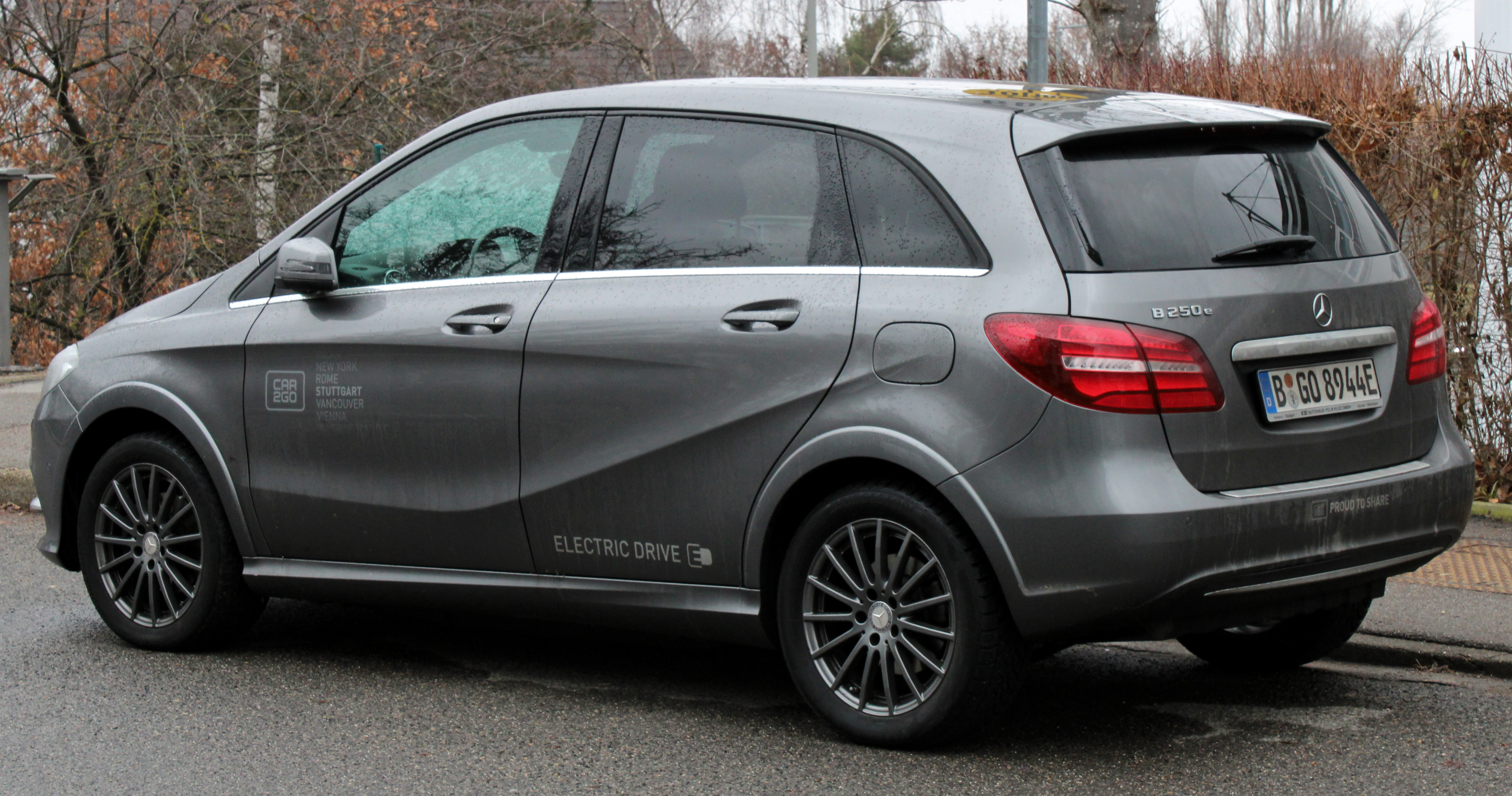
Mercedes-Benz B 250 e von Car2go

## Technik
Die Basisversion mit 140 kW (190 PS) Leistung wurde zunächst nur in China angeboten. Auf dem europäischen Markt startete das Modell immer mit Allradantrieb, der durch eine Kombination aus einem Asynchron- und einen permanenterregtem Synchronmotor realisiert wird. Dabei stehen Leistungsstufen zwischen 168 kW (228 PS) und 215 kW (292 PS) zur Verfügung. Das maximale Drehmoment liegt bei 390 bzw. 520 Nm. Die nutzbare Akkukapazität beträgt 66,5 kWh. Speicher- und Ladetechnik sind bei beiden Versionen identisch. Die maximale Ladeleistung liegt bei 100 kW. Über Wechselstrom kann mit 11 kW geladen werden. Die maximale Reichweite gibt der Hersteller mit 474 km nach WLTP an.

## Technische Daten
|                                    | EQB 250                                          | EQB 250                                          | EQB 250+                                         | EQB 300 4MATIC                                                                          | EQB 350 4MATIC                                                                          | EQB 350 4MATIC                                                                          |
| ---------------------------------- | ------------------------------------------------ | ------------------------------------------------ | ------------------------------------------------ | --------------------------------------------------------------------------------------- | --------------------------------------------------------------------------------------- | --------------------------------------------------------------------------------------- |
| Bauzeitraum                        | 02/2022–05/2022                                  | 05/2022–08/2023                                  | seit 10/2022                                     | seit 11/2021                                                                            | 11/2021–07/2024                                                                         | seit 07/2024                                                                            |
| Antrieb                            |                                                  |                                                  |                                                  |                                                                                         |                                                                                         |                                                                                         |
| Motorart                           | Permanentmagnet-Synchronmotor an der Vorderachse | Permanentmagnet-Synchronmotor an der Vorderachse | Permanentmagnet-Synchronmotor an der Vorderachse | Asynchronmaschine an der Vorderachse & Permanentmagnet-Synchronmotor an der Hinterachse | Asynchronmaschine an der Vorderachse & Permanentmagnet-Synchronmotor an der Hinterachse | Asynchronmaschine an der Vorderachse & Permanentmagnet-Synchronmotor an der Hinterachse |
| max. Leistung (System)             | 140 kW (190 PS)                                  | 140 kW (190 PS)                                  | 140 kW (190 PS)                                  | 168 kW (228 PS)                                                                         | 215 kW (292 PS)                                                                         | 215 kW (292 PS)                                                                         |
| max. Drehmoment (System)           | 375 Nm                                           | 385 Nm                                           | 385 Nm                                           | 390 Nm                                                                                  | 520 Nm                                                                                  | 520 Nm                                                                                  |
| Antriebsart                        | Vorderradantrieb                                 | Vorderradantrieb                                 | Vorderradantrieb                                 | Allradantrieb                                                                           | Allradantrieb                                                                           | Allradantrieb                                                                           |
| Getriebe                           | Eingang-Reduktionsgetriebe                       | Eingang-Reduktionsgetriebe                       | Eingang-Reduktionsgetriebe                       | Eingang-Reduktionsgetriebe                                                              | Eingang-Reduktionsgetriebe                                                              | Eingang-Reduktionsgetriebe                                                              |
| Antriebsbatterie                   |                                                  |                                                  |                                                  |                                                                                         |                                                                                         |                                                                                         |
| Energieinhalt (netto)              | 66,5 kWh                                         | 66,5 kWh                                         | 70,5 kWh                                         | 66,5 kWh                                                                                | 66,5 kWh                                                                                | 70,5 kWh                                                                                |
| Messwerte                          |                                                  |                                                  |                                                  |                                                                                         |                                                                                         |                                                                                         |
| Reichweite (nach WLTP)             | 433–474 km                                       | 433–474 km                                       | 452–507 km                                       | 395–423 km                                                                              | 395–423 km                                                                              | 421–467 km                                                                              |
| Verbrauch auf 100 km (nach NEFZ)   | 16,3–17,8 kWh                                    | 16,3–18,3 kWh                                    | 16,1–18,1 kWh                                    | 18,1–19,7 kWh                                                                           | 18,1–19,7 kWh                                                                           | 17,3–19,2 kWh                                                                           |
| Beschleunigung, 0–100 km/h         | 9,2 s                                            | 8,9 s                                            | 8,9 s                                            | 8,0 s                                                                                   | 6,2 s                                                                                   | 6,2 s                                                                                   |
| Höchstgeschwindigkeit              | 160 km/h (elektronisch begrenzt)                 | 160 km/h (elektronisch begrenzt)                 | 160 km/h (elektronisch begrenzt)                 | 160 km/h (elektronisch begrenzt)                                                        | 160 km/h (elektronisch begrenzt)                                                        | 160 km/h (elektronisch begrenzt)                                                        |
| Ladedauer DC (10 % bis 80 %) (CCS) | 32 min                                           | 32 min                                           | 35 min                                           | 32 min                                                                                  | 32 min                                                                                  | 35 min                                                                                  |
| Leergewicht                        | 2110 kg                                          | 2110 kg                                          | 2115 kg                                          | 2175 kg                                                                                 | 2175 kg                                                                                 | 2170 kg                                                                                 |

## Zulassungszahlen in Deutschland
Seit dem Marktstart 2021 bis einschließlich Dezember 2024 wurden in der Bundesrepublik Deutschland insgesamt 21.452 EQB neu zugelassen.
|  |

|  |

|  |

|  |

|  |

|  |

|  |

|  |

|  |

|  |

|  |

|  |

|  |

|  |

|  |

|  |

|  |

|  |

|  |

|  |

|  |

|  |

|  |

|  |

|  |

|  |

|  |

|  |

|  |

|  |

|  |

|  |

|  |

|  |

|  |

|  |

|  |

|  |

|  |

|  |

|  |

|  |

|  |

|  |

|  |

|  |

|  |

|  |

|  |

|  |

|  |

|  |

|  |

|  |

|  |

|  |

|  |

|  |

|  |

|  |

|  |

|  |

|  |

|  |

|  | Elektro (21.452) |

|  | Elektro (21.452) |